# Torre de Charilla
La torre de Charilla es una atalaya situada en la aldea de Charilla, perteneciente al municipio de Alcalá la Real, provincia de Jaén, comunidad autónoma de Andalucía, España. Formaba parte del sistema defensivo del Castillo de Alcalá la Real, en relación visual con las torres de Los Pedregales y del Norte, que integraban igualmente el sistema de Alcalá.

## Descripción
La torre tiene planta circular, y su obra es de sillares irregulares. Actualmente tiene una entrada abierta en el cuerpo inferior, que da a una sala abovedada en forma semiesférica. Tiene un segundo cuerpo, con dos huecos del tipo saetera y un tercero que, presuntamente, era la puerta original. Los investigadores entienden que el cuerpo inferior era originalmente macizo, y fue vaciado posteriormente. Actualmente la torre mide 7,80 m de altura, aunque según algunos autores debió ser más elevada.

## Datación
No existe una datación concreta, aunque por su técnica constructiva y tipología, suele atribuirse de forma vaga, al periodo comprendido entre mediados del siglo XIII y la primera mitad del siglo XIV, es decir, muy poco después de la conquista por Castilla del territorio fronterizo.